# Juana Romani

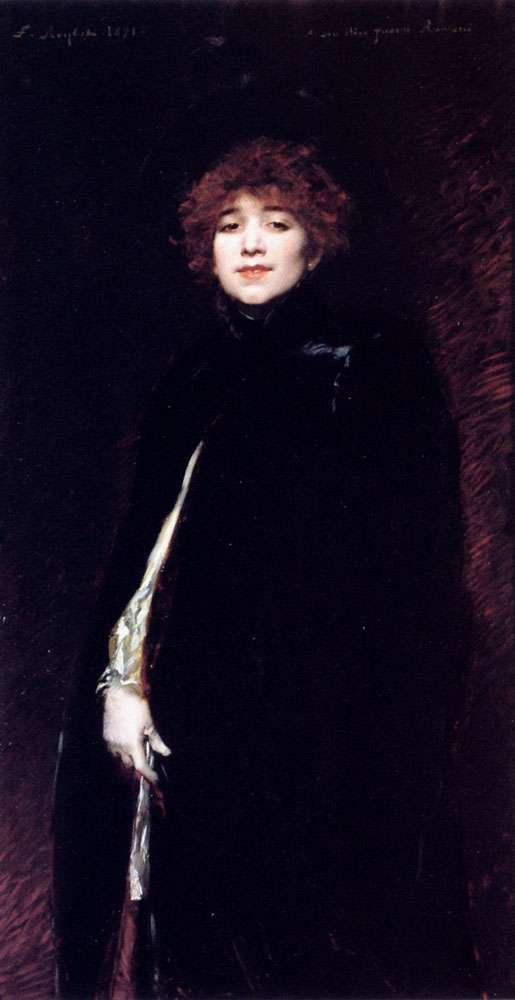
Romani door Roybet

Juana Romani (Velletri, 30 april 1867 - Suresnes, 1923/1924) was een Italiaans academisch kunstschilderes. Ze maakte vooral naam als portrettiste, vooral van vrouwen, maar ook als schildersmodel.

## Leven en werk
Na de dood van haar vader in 1876 verhuisde Romani met haar moeder vanuit Italië naar Parijs. Daar trad ze in de leer bij de kunstschilders Ferdinand Roybet en Jean-Jacques Henner, voor wie ze ook vaak als model fungeerde. Met Roybet deelde ze een studio. Met de veel oudere Henner had ze in de jaren 1880-1890 een amoureuze relatie.
In de voetsporen van haar leermeesters werkte Romani in een realistische, academische stijl. Ze maakte vooral naam als portrettiste, vooral van vrouwen, met veel aandacht voor kleding en texturen, vaak met oosterse elementen en een vleugje melancholie. Ook schilderde ze Bijbelse taferelen. In 1886 exposeerde ze in de Parijse salon. Werk van haar bevindt zich onder andere in de collectie van het Musée d'Orsay.

## Galerie

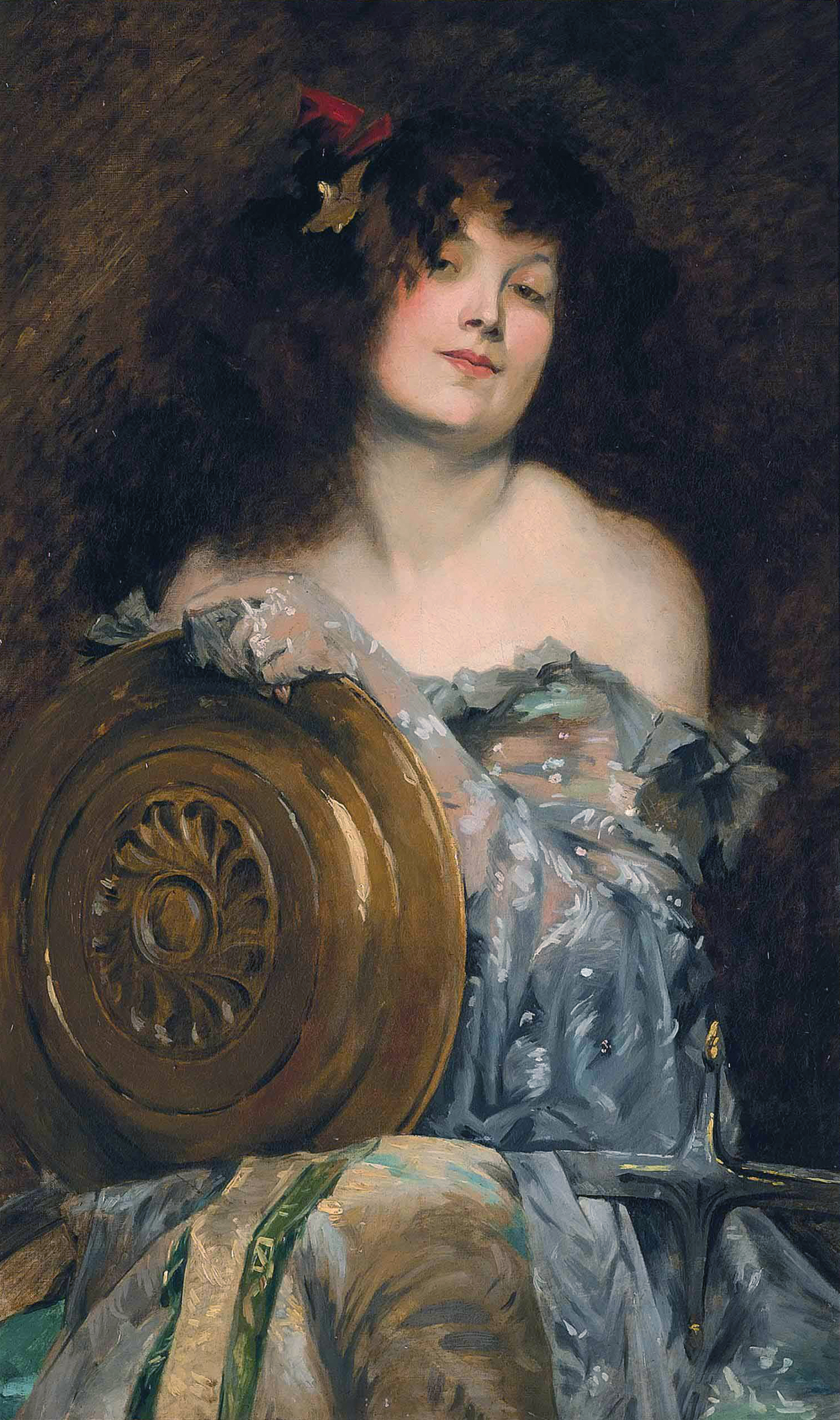
Salomé
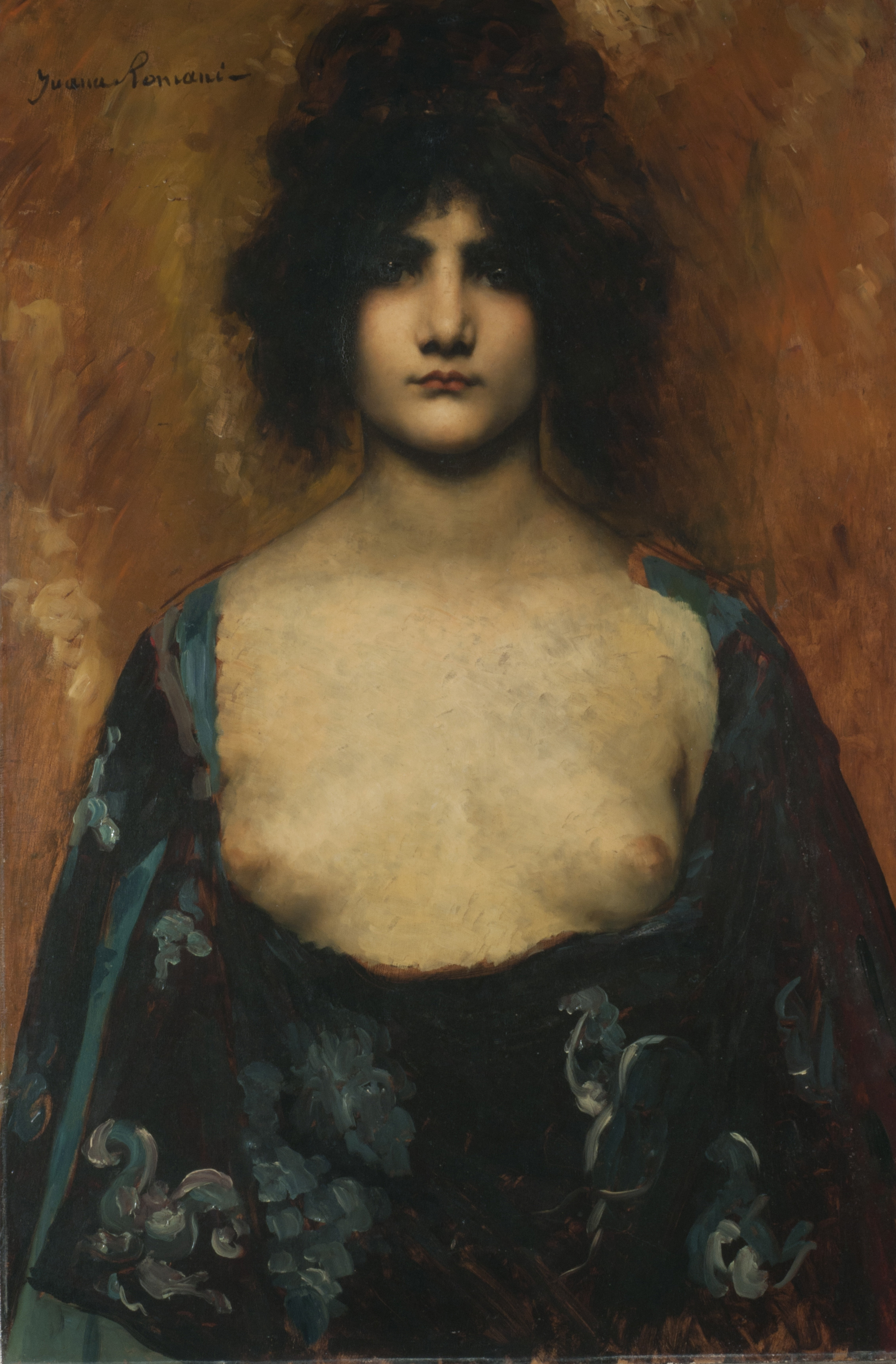
Jonge oriëntaalse
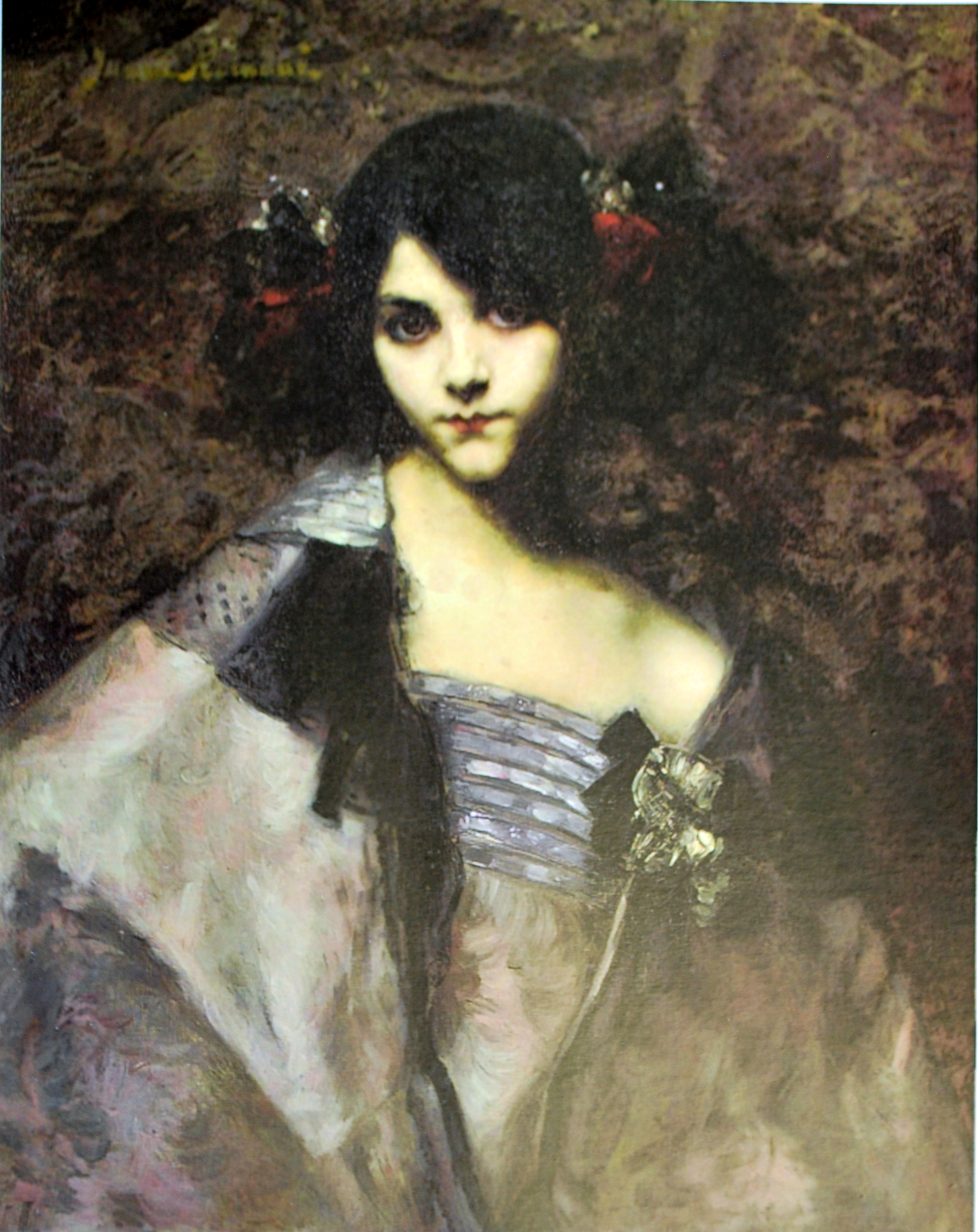
Bella Donna
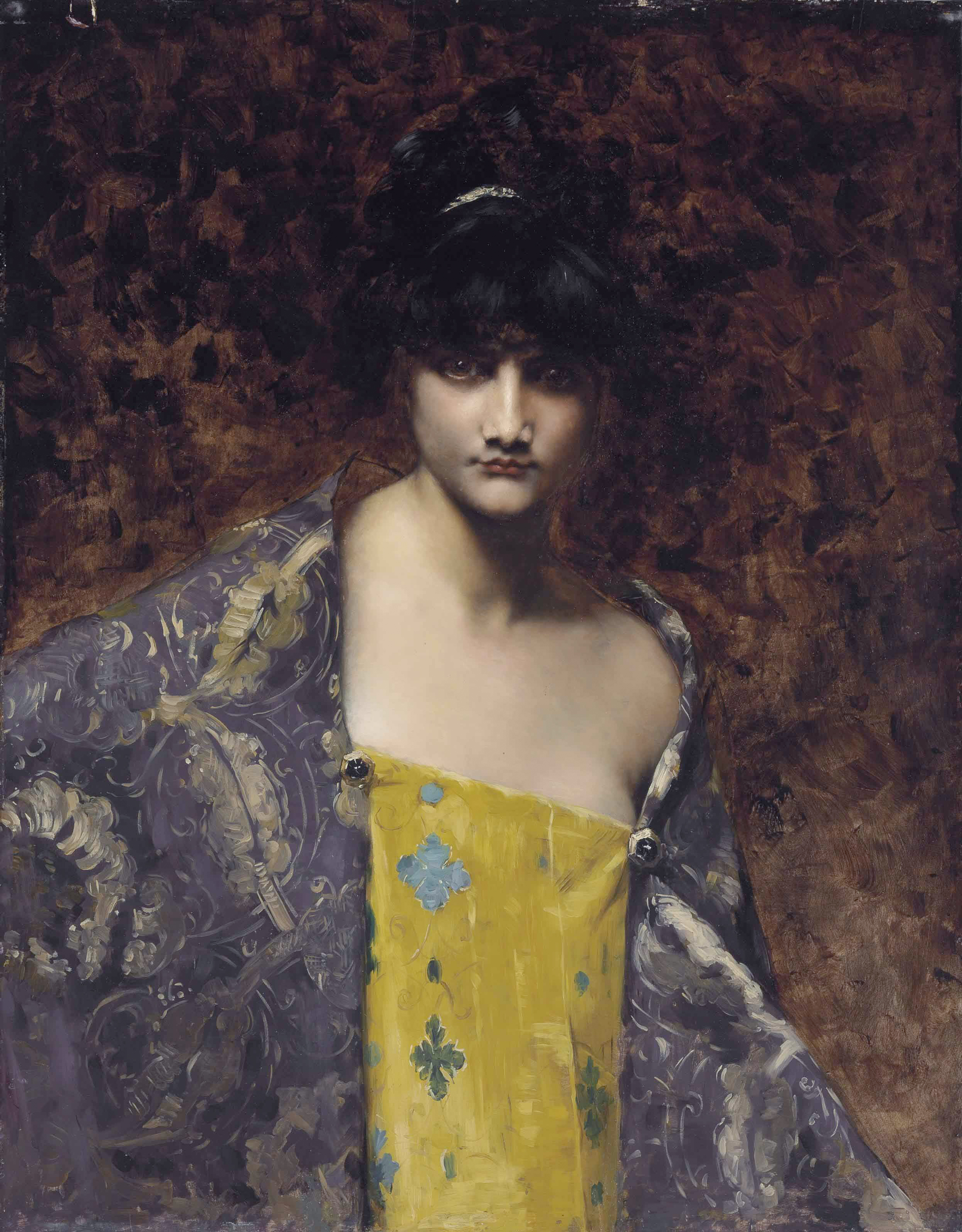
Zonder titel
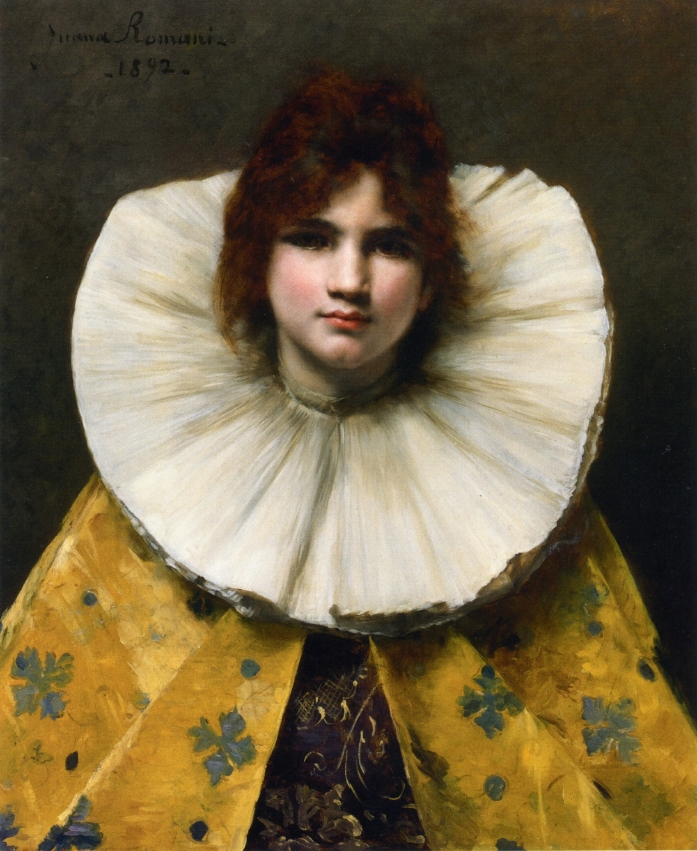
Jong meisje met geplooide kraag
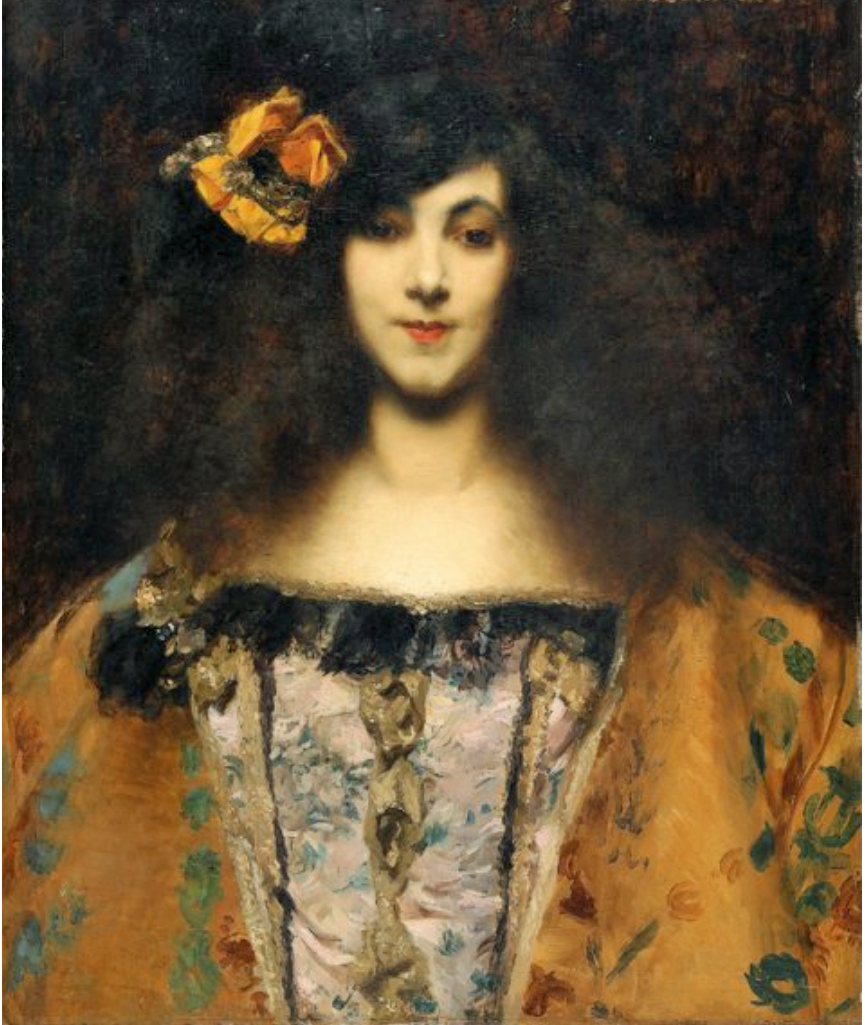
Zonder titel
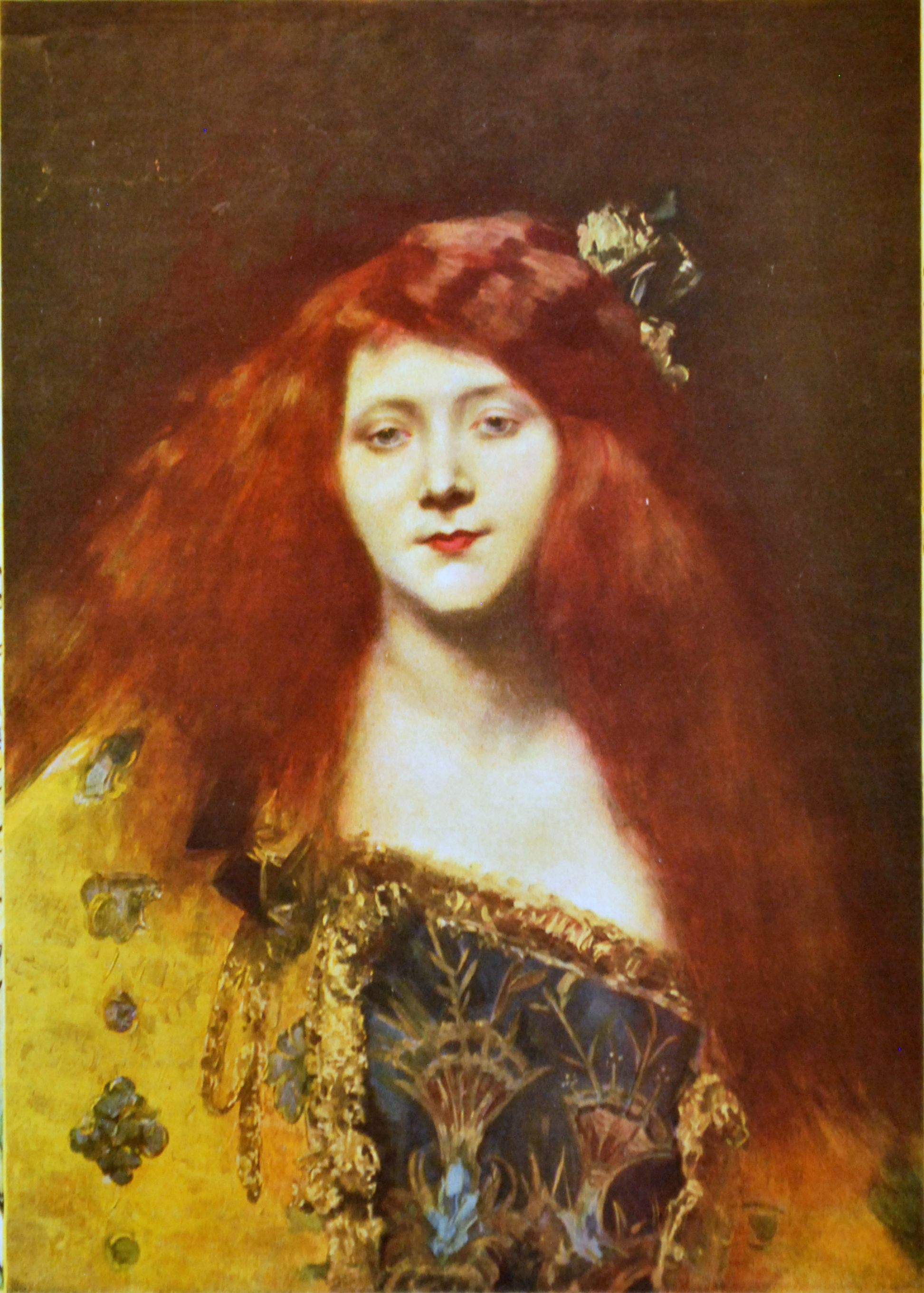
Leonora d'Este
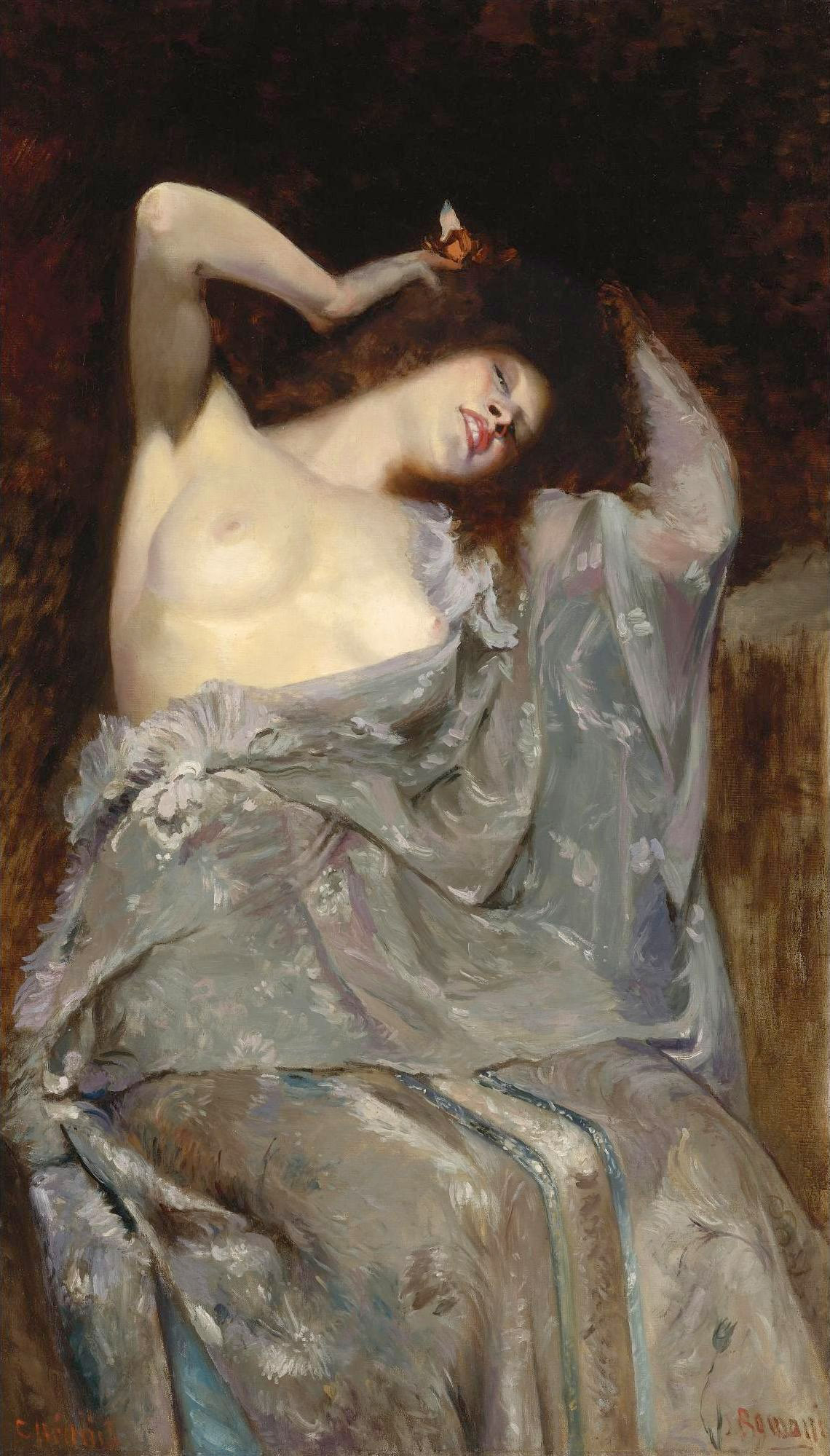
Bloemen in het haar
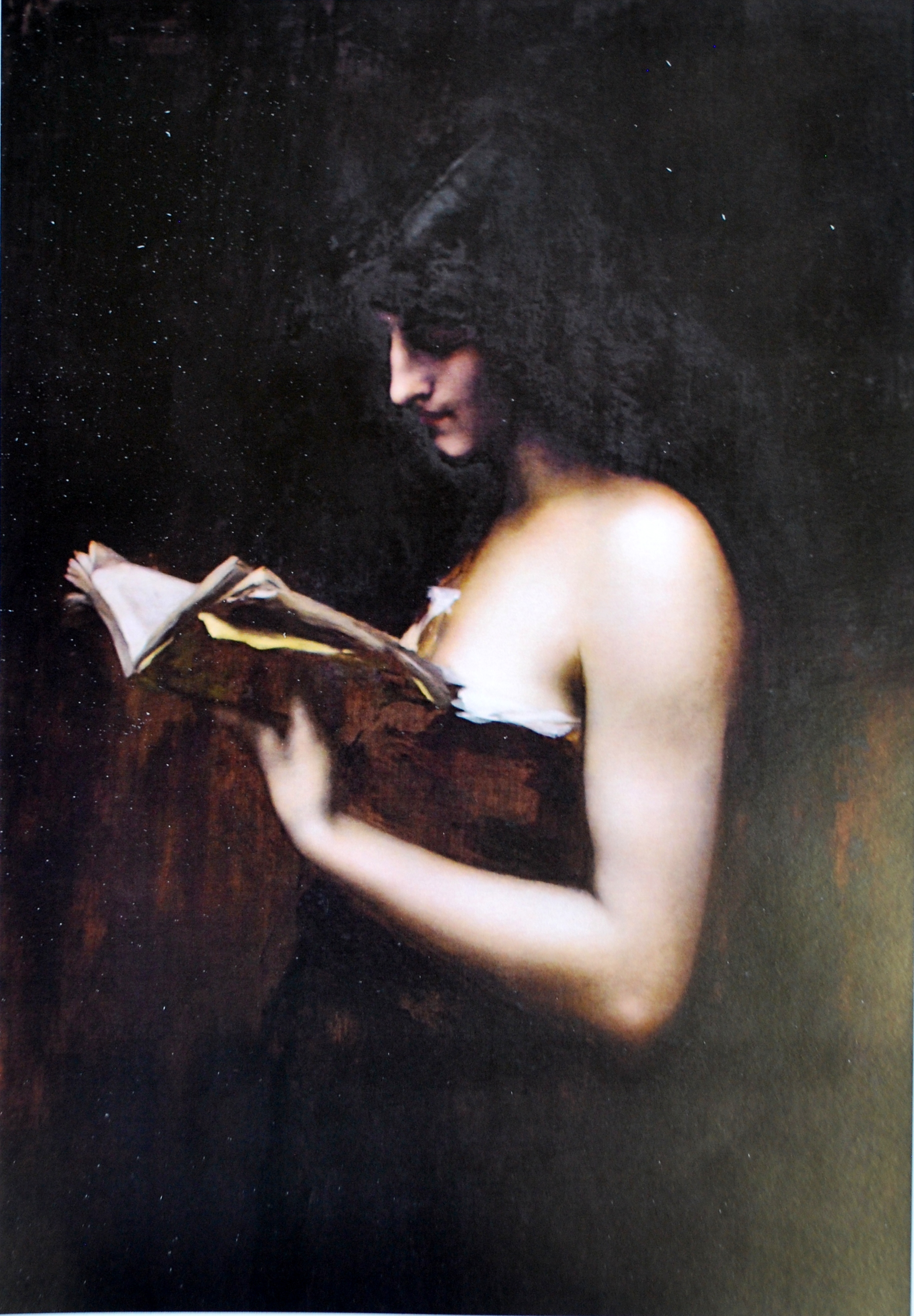
Lezende vrouw
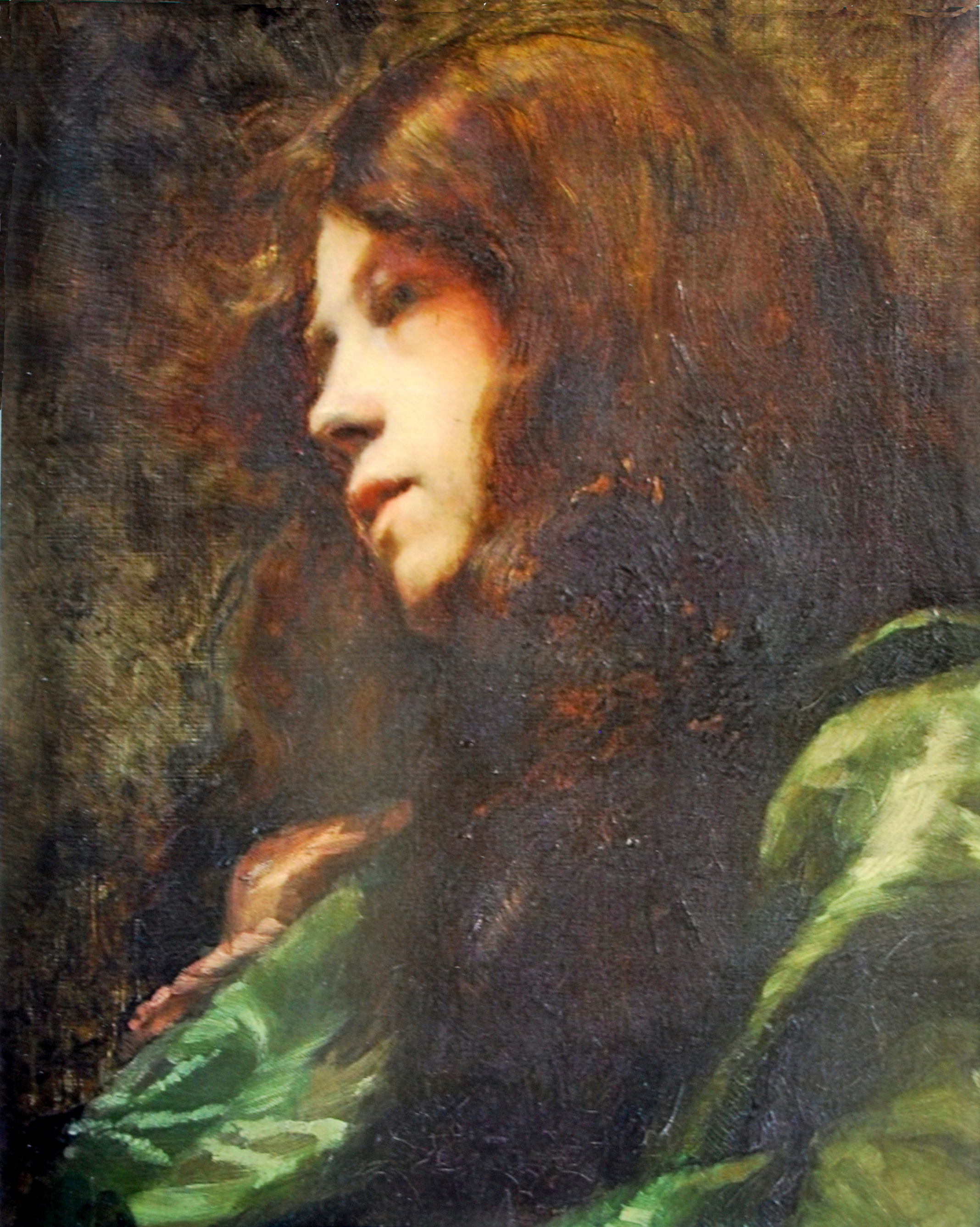
Portret van een jong meisje

## Noot
1. ↑  Sommige bronnen geven 30 augustus 1869 als geboortejaar.

- Bibliothèque nationale de France: cb16507348c (data)
- Gemeinsame Normdatei: 1154325113
- International Standard Name Identifier: 0000 0001 1937 9792
- Library of Congress Control Number: no2018049717
- RKD-Nederlands Instituut voor Kunstgeschiedenis: 67856
- Système universitaire de documentation: 180908286
- Union List of Artist Names: 500009273
- Virtual International Authority File: 95737627
- WorldCat: E39PBJxt3KymJfvrBFPBRtgR8C